# 395 pr. n. št.

## Dogodki
- Atene, Tebe, Antični Korint in Argos se povežejo proti Sparti.
- začetek korintske vojne.

## Smrti
- Lizander, špartanski admiral in politik (* ni znano)
- Tukidid, starogrški zgodovinar (* okoli 460 pr. n. št.)